# 꽃, 바람, 안개
《꽃, 바람, 안개》는 1983년 9월 24일에 방영된 TV문학관이다.

## 줄거리
유복한 주부 현정애(연운경)는 출세를 위해 열심히 살아가면서 가정에도 충실한 남편(김세윤)과 법관을 지망하는 아들, 화가가 되겠다는 딸과 함께 각자 자신의 일에 열중하며 살아가고 있다. 그런데 어느 날 남편이 아침운동을 나가고 나서 잠을 깬 정애는 자신이 노력하던 모든 일들이 무의미하다고 느낀다. 사는 것에 회의를 느낀 정애는 고향으로 내려가는데...

## 출연
- 연운경
- 김세윤
- 최정훈
- 홍요섭
- 김을동
- 신수강
- 홍영자
- 장미자
- 안영주
- 김진애
- 박현정
- 박칠용
- 이주실
- 서영진
- 이종남
- 김주호
- 남주희